# Linda's Wintermaand
Linda's Wintermaand is een Nederlands televisieprogramma dat uitgezonden werd door SBS6. De presentatie van het programma is in handen van Linda de Mol. Het programma is de opvolger van het RTL 4-programma Linda's Zomerweek.
Het programma werd sinds 2020 jaarlijks in de maand december uitgezonden. In tegenstelling tot Linda's Zomerweek worden de afleveringen in dit programma verspreid over een maand in plaats van over de week.

## Format
Het format is gelijk aan zijn voorganger Linda's Zomerweek. Presentatrice Linda de Mol ontvangt iedere aflevering twee bekende Nederlanders die ze interviewt en met hen terugblikt op hun leven en carrière. Verder wordt het favoriete lied van de gasten vertolkt door Mell & Vintage Future.

## Seizoensoverzicht
| Seizoen | Uitzendtijden        | Aantal afleveringen | Start seizoen   | Start seizoen | Einde seizoen    | Einde seizoen | Gemiddelde kijkcijfers |
| Seizoen | Uitzendtijden        | Aantal afleveringen | Datum           | Kijkcijfers   | Datum            | Kijkcijfers   | Gemiddelde kijkcijfers |
| ------- | -------------------- | ------------------- | --------------- | ------------- | ---------------- | ------------- | ---------------------- |
| 1       | Zondag 21:30 – 22:30 | 4                   | 6 december 2020 | 1.881.000     | 27 december 2020 | 866.000       | 1.305.000              |
| 2       | Zondag 21:30 – 22:30 | 4                   | 5 december 2021 | 811.000       | 26 december 2021 | 605.000       | 753.000                |

## Seizoenen

### Seizoen 1 (2020)
| Nr. | Uitzenddatum     | Gast 1            | Gast 2                 | Kijkcijfers |
| --- | ---------------- | ----------------- | ---------------------- | ----------- |
| 1   | 6 december 2020  | Floortje Dessing  | Mark Rutte             | 1.881.000   |
| 2   | 13 december 2020 | Sigrid Kaag       | Matthijs van Nieuwkerk | 1.237.000   |
| 3   | 20 december 2020 | Fidan Ekiz        | Martien Meiland        | 1.236.000   |
| 4   | 27 december 2020 | Natacha Harlequin | André Hazes jr.        | 866.000     |

### Seizoen 2 (2021)
| Nr. | Uitzenddatum     | Gast 1           | Gast 2          | Kijkcijfers |
| --- | ---------------- | ---------------- | --------------- | ----------- |
| 1   | 5 december 2021  | André van Duin   | Nikkie de Jager | 811.000     |
| 2   | 12 december 2021 | Jelka van Houten | Guus Meeuwis    | 955.000     |
| 3   | 19 december 2021 | Peter Pannekoek  | Anita Witzier   | 641.000     |
| 4   | 26 december 2021 | André Rieu       | Britt Dekker    | 605.000     |

## Special
| Nr. | Uitzenddatum  | Gast(en)      | Kijkcijfers |
| --- | ------------- | ------------- | ----------- |
| 1   | 13 maart 2021 | Marco Borsato | 1.369.000   |